# Brilslang
De brilslang (Naja naja), ook wel Indische cobra, is een giftige slang uit de familie koraalslangachtigen (Elapidae).

## Naam en indeling
De wetenschappelijke naam van de soort werd voor het eerst voorgesteld door Carl Linnaeus in 1758. Oorspronkelijk werd de wetenschappelijke naam Coluber Naja gebruikt.

## Uiterlijke kenmerken
De totale lichaamslengte bedraagt ongeveer twee meter. De kleur van de slang is bruin, de buikzijde is lichter en heeft enkele donkere banden aan de voorzijde. Op de rugzijde is, op de nek, een donkere band aanwezig, met daarboven een op een bril lijkende, witte donkeromzoomde vlek. Zowel de kleur als de vorm van de vlek zijn variabel. Net als andere cobra's kan de slang zijn 'hoed' opzetten, die bestaat uit twee flappen aan weerszijden van de kop.

## Verspreiding en habitat
De brilslang leeft in Azië: in Afghanistan, Bangladesh, Bhutan, India, Myanmar, Nepal, Pakistan en Sri Lanka. De soort komt voor tot op een hoogte van 2000 meter boven zeeniveau. De habitat bestaat uit vochtige plaatsen, zowel begroeide gebieden als meer open delen zoals akkers, tuinen en in steden.

## Levenswijze
De slang is bodembewonend en schemeractief, overdag wordt gescholen in holen en in holle bomen. Op het menu staan voornamelijk knaagdieren, amfibieën, vogels en andere slangen. De cobra is giftig voor de mens, het gif is een neurotoxine dat de spieren verlamt zodat de ademhaling of het hart stilvalt. Een belangrijke vijand van de cobra is de mangoest, die niet immuun is voor het gif maar desondanks de slang kan doden.
De brilslang is eierleggend en produceert ongeveer 10 tot 30 eieren, die in een ondergronds nest worden afgezet. Na ongeveer twee maanden komen ze uit en komen de juvenielen tevoorschijn. Deze zijn zo'n 20 tot 30 centimeter lang maar hebben al volledig ontwikkelde gifklieren en zijn direct giftig.

## Afbeeldingen

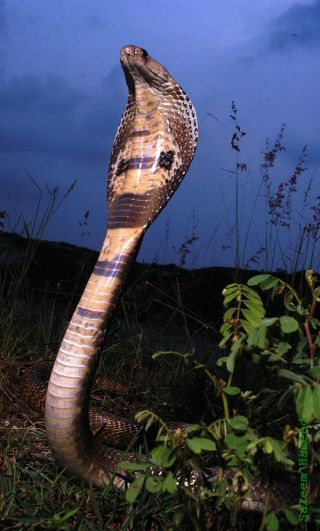
Een dreigend exemplaar
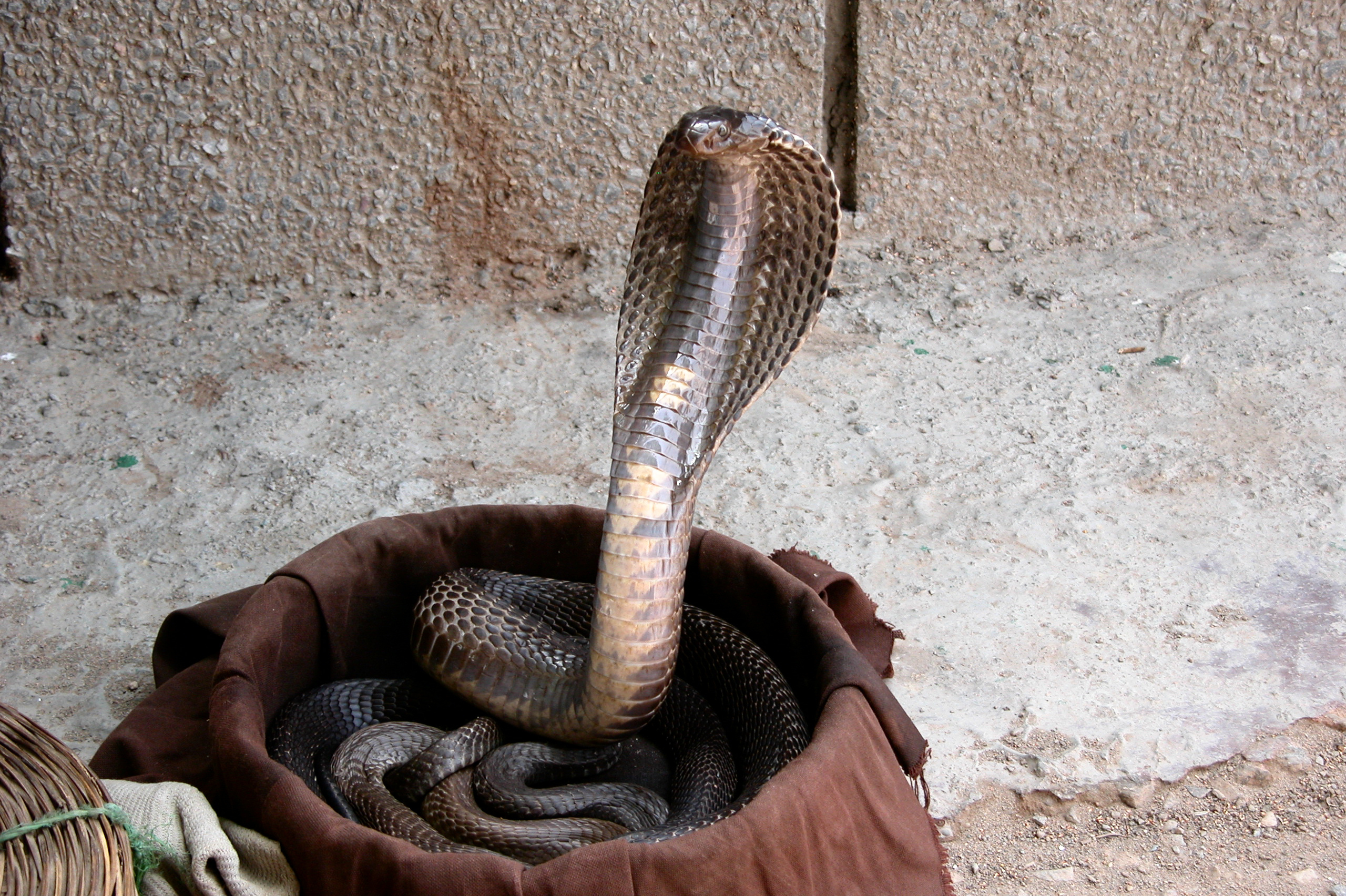
Bij een slangenbezweerder
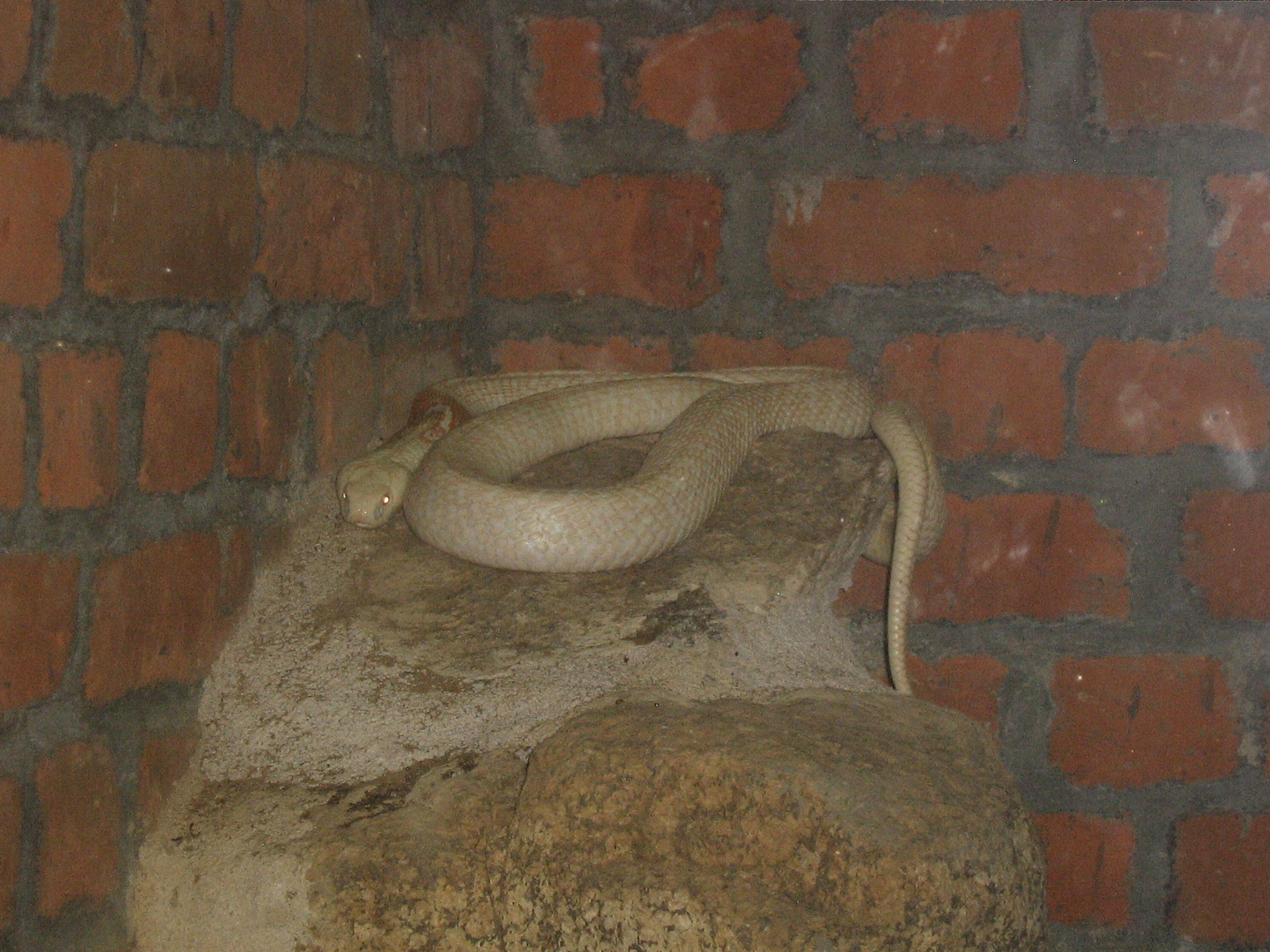
Een albino in een dierentuin
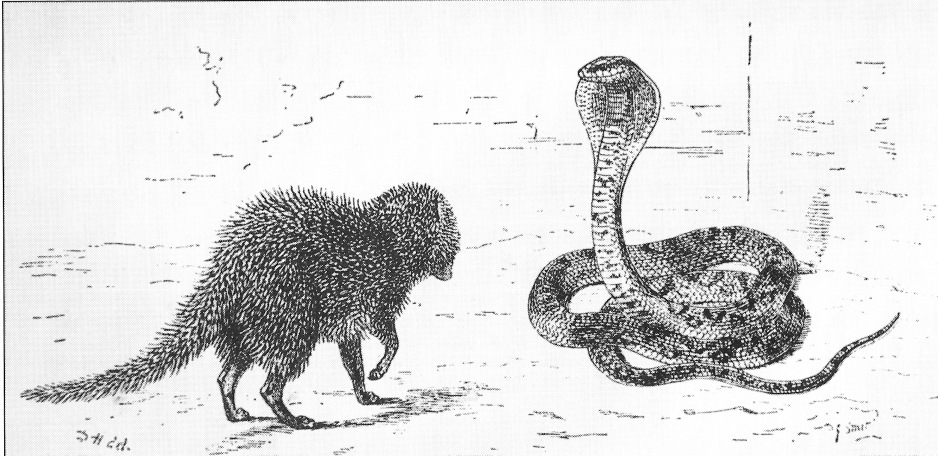
Illustratie van een gevecht met een mangoest